# آی‌ان‌اس نشک (کی۸۳)
آی‌ان‌اس نشک (کی۸۳) (به انگلیسی: INS Nashak (K83)) یک کشتی است که طول آن ۵۶ متر (۱۸۴ فوت) می‌باشد.